# Frederick Deeming
Frederick Bailey Deeming (30 de julio de 1853, Ashby-de-la-Zouch, Leicestershire, Inglaterra - 23 de mayo de 1892, Melbourne, Australia) fue un marino mercante y homicida múltiple británico que asesinó a sus cuatro hijos menores y a sus dos esposas. En castigo por tales crímenes, especialmente graves, fue ajusticiado por medio de la horca el 23 de mayo de 1892 en Melbourne, Australia. También se sospechó que pudo haber sido el anónimo asesino en serie apodado Jack el Destripador.

## Datos biográficos y asesinatos
Frederick Deeming nació en la localidad inglesa de Birkenhead, no quedando claro el año exacto de su natalicio, pues unas fuentes apuntan que fue en 1842 mientras que otras fuentes se inclinan por afirmar que vino al mundo entre los años 1853-1854.
Desde su adolescencia viajó como marino mercante, observando siempre la curiosa manía de cambiar a menudo de identidad. Posteriormente, dejó de ejercer el oficio de marinero y pasó a trabajar de lampista. Con posterioridad contrajo matrimonio con una joven de su localidad natal de nombre Marie James, con la cual engendró cuatro hijos. En 1891 se mudó con su familia a Rainhill, localidad próxima a la ciudad de Liverpool.
En junio de ese mismo año comenzó un romance extramarital con una chica llamada Emily Mather. Pensando que su familia se erigía en un estorbo para que fructificase esta nueva relación amorosa, decidió asesinar a su cónyuge y a todos sus hijos, y enterró los cadáveres bajo el suelo de la vivienda que por entonces alquilaba. Pocos meses después, el 22 de septiembre, se casó con la señorita Mather, quien no estaba al corriente del estado civil de su reciente marido.
Los cónyuges viajaron a Australia a bordo del buque Kaiser Wilhem II, y llegaron a la ciudad de Melbourne en diciembre de 1891. Por breve lapso, alquilaron una vivienda en el número 57 de la calle Andrew.
Repentinamente, Frederick Deeming –que en ese momento usaba el alias de Druin- abandonó ese inmueble sin dar explicaciones al arrendador, por lo cual este se dedicó a buscar un nuevo inquilino. En la inspección de rutina, una señora interesada en alquilar se quejó ante el dueño del fétido olor proveniente de la chimenea. Un examen más meticuloso demostraría que la losa del suelo había sido removida, y bajo ella yacía el cuerpo en avanzado estado de descomposición de la infortunada Emily.
A partir de ese macabro hallazgo, Deeming se convirtió en un fugitivo de la justicia australiana, que emitió la correspondiente orden internacional de captura. Se indagaron sus anteriores pasos, hasta descubrirse que también había asesinado a su primera cónyuge y a sus cuatro hijos en Gran Bretaña. Las autopsias comprobaron que a dos de sus vástagos los ahorcó y a los dos restantes los degolló, y que de igual forma asesinó a sus dos esposas.
El 11 de marzo de 1898, el prófugo- que ahora se valía del apellido Williams- fue arrestado por la policía de Rainhill, en Merseyside (Inglaterra), cuando su nombre y sus sórdidas hazañas ya eran del dominio público. Se lo extraditó a Australia, país donde fue juzgado por el homicidio cometido en la ciudad de Melbourne.

## Sospechas e investigaciones
Los iniciales recelos que conectaron a Frederick Deeming con la figura de Jack the Ripper se verificaron al ser aprehendido, y poco antes de producirse su ejecución.
El 8 de abril de 1892, el periódico británico The Pall Mall Gazette sostuvo que decenas de cartas recibidas en las oficinas de Scotland Yard estaban escritas por remitentes que aseguraban haber sorprendido al reo merodeando por el distrito de Whitechapel en 1888, época de los crímenes del Destripador. La prensa australiana -país donde el asesino ultimó a su segunda cónyuge- de inmediato se hizo eco del rumor, y tildó al delincuente con el mote de “Jack el Destripador de los Mares del Sur”.
La policía inglesa, sin embargo, no dio crédito a esta teoría. Pese a todo se intensificaron los rumores y se llegó a afirmar que, mientras estuvo arrestado a causa de otros delitos en la prisión de la localidad de Perth, Australia, el preso había confesado la comisión de los asesinatos consumados en el este de Londres.
El criminal viajaba con frecuencia en aquella época, ya sea a bordo de buques sirviendo como marino o en calidad de tripulante, por lo que no parecía inverosímil que por entonces hubiera recalado en la capital británica.
Pero esta versión se contradice con pruebas que ubican al individuo detenido o, al menos, compareciendo ante los tribunales de Sudáfrica por las mismas fechas. ¿El motivo? Se lo acusaba -con razón- de haber timado a ciudadanos de aquel país mediante una serie de fraudes y estafas. Esta sencilla imposibilidad temporal de estar presente en dos países al mismo tiempo, bastaría para excluir a Frederick Deeming como el posible asesino de Whitechapel.
La señalada no fue la única ocasión que este hombre incurrió en la comisión de fraudes. En 1887 permaneció encarcelado durante catorce días en Australia, procesado por quiebra fraudulenta. Tras este incidente, compareció en varias oportunidades ante los tribunales de aquella nación, acusado de perpetrar estafas.
En 1888 Frederick Deeming viajó con su familia a Ciudad del Cabo, Sudáfrica, ganándose rápidamente fama de tramposo. Durante ese mismo año, se trasladó a la ciudad de Johannesburgo donde continúo con sus actividades ilícitas.

## En la cultura popular
La patética historia de Frederick Deeming contiene un par de extrañas secuelas. Tras su ejecución, agentes de la policía australiana le tomaron una impresión a su cara, y sobre la base de ella se confeccionó una máscara post mortem que fue enviada a Scotland Yard. Esta imagen en la actualidad se exhibe en el Museo Negro del Crimen de Londres. En las visitas guiadas a dicho establecimiento, los guías gustan repetir a los visitantes que, según se cree, esa máscara representa el rostro de Jack el Destripador.
A su vez, al saberse en Inglaterra de la ejecución del condenado, se puso de moda por algún tiempo en el East End londinense una canción cuya letra refería que desde aquel día: “repican las campanas con alegría porque ha muerto Jack el Destripador”.